# Union fédérale des associations françaises d'anciens combattants
L'Union fédérale des associations françaises d'anciens combattants, des victimes de guerre et des jeunesses de l'union fédérale (UF) a été fondée le 11 novembre 1917. Cette association d'anciens combattants a vocation, selon ses statuts, à défendre le patrimoine matériel et moral des anciens combattants.

## Historique
Elle est fondée par des mutilés de guerre rentrés dans leurs foyers lors des congrès de Paris (11 novembre 1917) et Lyon (24 au 26 février 1918). Elle est baptisée en 1918 Union fédérale des associations françaises de mutilés, réformés, anciens combattants, leurs veuves, orphelins et ascendants. Elle devient ensuite l'Union fédérale des associations françaises d'anciens combattants et victimes de guerre.
Elle est la principale association d'anciens combattants de l'entre-deux-guerres: 250 000 membres en 1922, presque 300 000 l'année suivante, plus de 900 000 en 1931. Elle est alors apolitique mais témoigne d'une sensibilité de centre-gauche. Elle véhicule l'esprit combattant, à la fois patriote et pacifiste. Henri Pichot et René Cassin ouvrent à partir de 1922 des discussions avec des anciens combattants allemands républicains. Les discussions sont poursuivies lorsqu'Hitler écarte les partenaires allemands habituels de l'UF en avril 1933. Henri Pichot est l'un des fondateurs du Comité France-Allemagne, dont il est l'un des deux secrétaires généraux avec le président de l'UNC, Jean Goy.
En 2024, elle revendique officiellement encore 65 000 adhérents qui ressortent de tous les conflits : 14-18, 39-45, Indochine, Corée, Afrique française du Nord, Missions extérieures.

## Présidents successifs
- Gaston Vidal, 1918-1919

Ce journaliste et vice-président de l'Association républicaine des anciens combattants, secrétaire général du comité exécutif provisoire de la future UF en 1917-18 , élu président de l'UF en 1918, démissionne lorsqu'il se fait élire député de l'Allier, conformément aux dispositions des statuts de l'association qui déclarent les fonctions d'administrateur incompatibles avec tout mandat parlementaire
- Marcel Lehman, 1919-1920

Vice-président d'une association parisienne, l'Union nationale des mutilés et réformés (U.N.M.R.), en 1917, élu membre de la commission de contrôle de l'UF en 1918, ce juriste démissionne en 1920 du fait de ses fonctions de chef de cabinet du ministre des pensions André Maginot. Il est l'un des juristes de l'UF qui imaginèrent la notion de « droit à réparation », qui donna lieu à la loi sur les pensions de 1919. Il est ensuite inspecteur général au ministère des pensions puis secrétaire général de la Confédération pour la défense du consommateur de Paris. Collaborateur du ministre des pensions Adrien Berthod, il se suicide en 1932 .
- Gaston Rogé, 1920-1921

Président de l'AMC (Association des mutilés et anciens combattants) de Meurthe-et-Moselle durant l'entre-deux-guerres, il est vice-président de l'UF en 1918.
- Henri Pichot, 1921-1922, 1923-24, 1929-31, 1934-1940

Instituteur, président de l'Union fédérale du Loiret, il est élu plusieurs fois président : 1921-1922, 1923-1924, 1929-1931, 1934-1940. Il démissionne de l'UF en juillet 1940 et est nommé par le régime de Vichy président de la Légion française des combattants du Loiret. Il publie en décembre 1940 Combat pour la France dans lequel il déclare sa foi dans le maréchal Pétain. Il quitte définitivement le mouvement combattant en juillet 1943, et meurt le 13 janvier 1945 d'une crise cardiaque.
- René Cassin, 1922-23

Professeur à la faculté de droit de Lille, élu membre de la commission de contrôle de l'UF en 1918, membre du conseil d'administration en 1919, secrétaire général en 1920, il a été vice-président en 1921. Il est en désaccord croissant à partir de 1934 avec la ligne pacifiste de Pichot, jusqu'à leur rupture en 1940: l'un choisit la France libre, l'autre Vichy.
- Paul Brousmiche : 1924-26, 1931-1934

Cofondateur de l'UF comme les précédents, il était en 1917 un des représentants de l'Association fraternelle des combattants de la Marne, de Verdun et de la Grande Guerre. Il est successivement contrôleur des contributions directes à Paris, percepteur à Saint-Denis puis à Paris et trésorier payeur général en 1939 à Laval.
- Maurice Randoux, 1926-1929

Il est auparavant et par la suite secrétaire général de l'UF. Blessé à Dinant en 1914 et en Champagne en 1915, il a été fait chevalier de la Légion d'honneur à titre militaire . Il est promu commandeur de la Légion d'honneur en 1938. Professeur d'école primaire supérieure à Orléans, puis à Paris (école J-B Say, dans le 4e arrondissement), auteur de manuels d'histoire et de géographie, membre du comité fédéral de la Fédération des anciens combattants de l'Enseignement public, ami de Pichot, il a présidé la section orléanaise des Mutilés du Loiret au début des années 1920. Il a été directeur du cabinet de deux ministres: du sous-secrétaire d'État à l'enseignement technique Hippolyte Ducos, radical-socialiste, en 1932, du ministre de l'éducation nationale Adrien Berthod en 1934, du sous-secrétaire d'État à la Défense nationale H. Ducos en 1939-1940. Il assure depuis la fin des années 1920 la rubrique consacrée aux anciens combattants dans Le Journal. Il a rencontré Hitler avec Henri Pichot en décembre 1934. Il a été comme Pichot membre fondateur du Comité France-Allemagne, et membre de son conseil d'administration. Sous l'Occupation, il collabore au quotidien collaborationniste Le Matin d'octobre 1942 à son décès en avril 1944, à 58 ans.
- Léon Viala, 1945-1947

Ancien vice-président de l'UF (à partir de 1922), ancien vice-président de la fédération du Tarn, il a été comme les précédents l'un des principaux animateurs de l'UF avant la guerre. Il contribue au renouveau de l'UF à partir de 1944. Il est la premier président de l'Union française des combattants (UFAC), jusqu'en novembre 1950. L'UFAC est depuis une ordonnance du 14 mai 1945 signée par le général de Gaulle la « seule organisation représentative des combattants, combattants de la Libération et victimes des deux guerres, (...) seule habilitée pour intervenir auprès des pouvoirs et administrations publics et pour présenter ou, le cas échéant, pour élire les candidats aux différents organismes prévus pour le fonctionnement des institutions créées ou à créer par les lois et règlements en faveur des catégories de personnes qu'elle représente ».
- Émile Pierret-Gérard, 1947[21]-1974

Émile Pierret, dit Émile Pierret-Gérard, est assistant de physique à la faculté des sciences de Nancy avant la Seconde Guerre mondiale, puis professeur à cette même faculté par la suite. Il a été trésorier de l'AMC et membre du conseil d'administration de sa section nancéienne  avant guerre. Membre du mouvement Ceux de la Résistance sous l'Occupation, il est désigné en avril 1943 chef de l'Armée secrète de Lorraine, sous le pseudonyme de « Gérard ». Il préside l'AMC après la guerre, jusqu'à son décès en 1978, ainsi que l'UFAC de mars 1956 à mars 1958. Commandeur de la Légion d'honneur, il est titulaire  de la croix de guerre 1914-1918 et de celle de 1939-1945 ainsi que de la médaille de la Résistance.
- Maurice Sieklucki, 1974-1976
- Gérard Morvan, 1976-1983
- Marcel Fivel-Démoret, 1983-1992
- Pierre Vélon, 1992-1995
- Avit Leweurs, 1995-1998
- Serge Cours, 1998-2012
- Jean-Claude Buisset, 2012-2015
- Dominique Lepine, 2015-